# 胡春城
胡春城，中华人民共和国政治人物、全国脱贫攻坚先进个人。

## 生平
胡春城任齐齐哈尔市依安县春城马铃薯专业合作社理事长。因在脱贫攻坚战中作出突出贡献，2021年2月25日全国脱贫攻坚总结表彰大会上，胡春城被授予“全国脱贫攻坚先进个人”。